# Futebol Clube Verê
O Futebol Clube Verê é um clube brasileiro de futebol da cidade de Verê, no estado do Paraná.
Fundado em 31 de julho de 2015, o clube que tem como cores o verde e vermelho, e manda seus jogos no Estádio Vila do Mar.[carece de fontes?] Em 2021 o FC Verê disputará o Paranaense 2ª  Divisão.

## História
Criado em 2015, o Verê FC fez sua estréia no futebol profissional em 2017, quando disputou a Teceira Divisão do Paranaense de 2017,[carece de fontes?] terminando o campeonato em 4° lugar na classificação geral.
Em 2020, o clube ganhou o direito de disputar a Segunda Divisão Paranaense de 2021, sendo o vice-campeão da Terceira Divisão Paranaense de 2020, perdendo o título para o  AA Iguaçu.

## Campanhas em destaque

### Profissional
• Vice-Campeão Paranaense de Futebol 2020 - Terceira Divisão;

### Categorias de base
• Campeão Paranaense sub-17 de 2018;

## Estatísticas

### Participações
|  | Participações em 2024 |

| Competição | Competição       | Temporadas | Melhor campanha     | Estreia | Última | P | R |
| Paraná     | Segunda Divisão  | 2          | 7º colocado (2021)  | 2021    | 2022   | – | 1 |
| Paraná     | Terceira Divisão | 5          | Vice-campeão (2020) | 2017    | 2024   | 1 |   |